# Candice Bergen

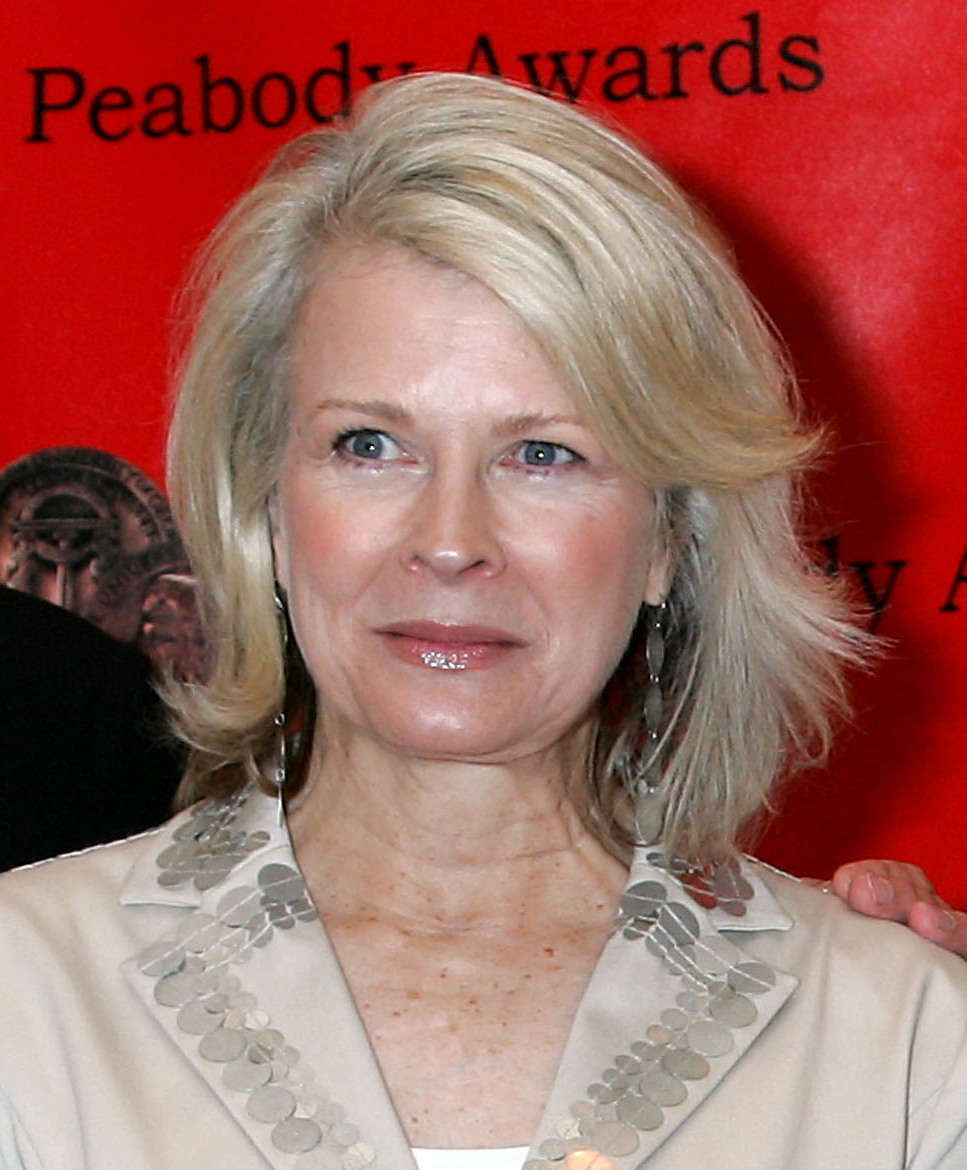
Candice Bergen (2006)

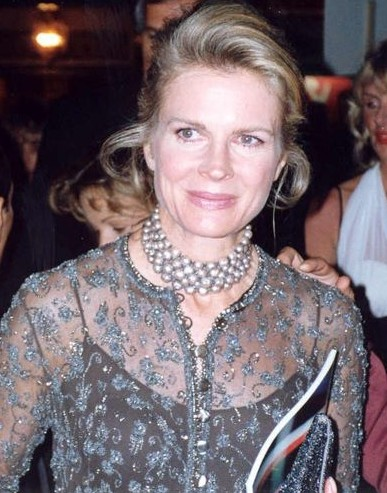
Candice Bergen (1993)

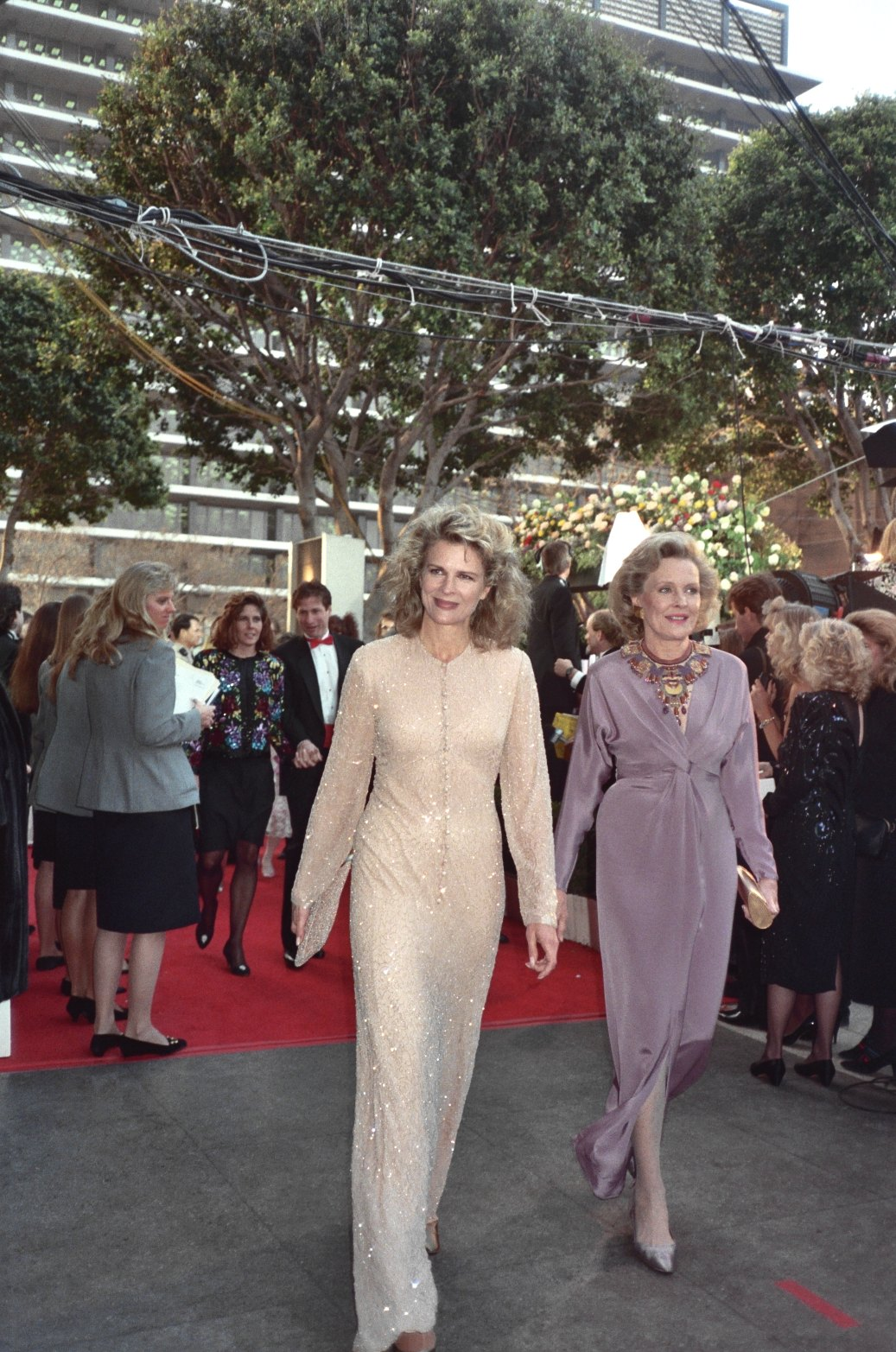
Candice Bergen mit ihrer Mutter Frances Bergen bei der Oscarverleihung 1990

Candice Patricia Bergen (* 9. Mai 1946 in Beverly Hills, Kalifornien) ist eine US-amerikanische Schauspielerin, die einem breiten Publikum durch ihre Rolle in der Fernsehserie Murphy Brown (1988–1998) bekannt wurde sowie durch ihre frühere Hauptrolle in dem Spielfilm Das Wiegenlied vom Totschlag (Soldier Blue, 1970).

## Biografie
Sie ist die Tochter von Edgar Bergen – einem bekannten Bauchredner, der die sprechende Puppe „Charlie McCarthy“ erschuf, für die er 1938 einen (hölzernen) Ehrenoscar erhielt – und Frances Westerman, die unter dem Namen Frances Westcott als Fotomodell tätig war.
Candice Bergen studierte unregelmäßig Literatur und Fotografie ohne Abschluss. Ihre Karriere begann sie wie ihre Mutter als Fotomodell, bekam aber schon nach kurzer Zeit erste Rollen in Filmen angeboten (z. B. Carnal Knowledge und Starting Over). 1980 erhielt sie für Auf ein Neues jeweils eine Nominierung als beste Nebendarstellerin für den Oscar und den Golden Globe. Zwei Golden Globes und fünf Emmys wurden ihr für Murphy Brown verliehen. Bergen war die erste Frau unter den Gastgebern von Saturday Night Live.
1981 heiratete sie den französischen Regisseur Louis Malle. Zusammen haben sie eine Tochter. Sie blieben bis zu seinem Tod (1995) verheiratet.
Im Januar 2005 stieg sie in die US-Fernsehserie Boston Legal ein. Sie spielte bis 2008 Shirley Schmidt, die Gründungs- und Seniorpartnerin der Anwaltskanzlei „Crane, Poole & Schmidt“. Für diese Rolle war sie 2006 sowohl für den Emmy (Nebendarstellerin in einer Dramaserie = Outstanding Supporting Actress in a Drama Series) als auch für einen Golden Globe (Beste Nebendarstellerin in einer Serie, einer Miniserie oder einem Fernsehfilm = Best Performance by an Actor in a Supporting Role in a Series, Mini-Series or Motion Picture Made for Television) nominiert.
Neben ihrer Filmkarriere, ihr Schaffen umfasst mehr als 50 Film- und Fernsehproduktionen, betätigte sie sich auch als Fotoreporterin, schrieb ein Bühnenstück und widmet sich der Malerei sowie der Bildenden Kunst. Sie spricht neben Englisch fließend Französisch und Spanisch.

## Filmografie (Auswahl)
Filme
- 1966: Die Clique (The Group)
- 1966: Kanonenboot am Yangtse-Kiang (The Sand Pebbles)
- 1967: Der Tag, an dem die Fische kamen (The Day the Fish came out)
- 1967: Lebe das Leben (Vivre pour vivre)
- 1968: Teuflische Spiele (The Magus)
- 1970: Das Wiegenlied vom Totschlag (Soldier Blue)
- 1970: Getting Straight
- 1970: Playboys und Abenteurer (The Adventurers)
- 1970: The Executioner
- 1971: Die Kunst zu lieben (Carnal Knowledge)
- 1971: Leise weht der Wind des Todes (The Hunting Party)
- 1971: Tanja Baskin – Anruf genügt (T. R. Baskin)
- 1974: Brillanten und Kakerlaken (11 Harrowhouse)
- 1975: 700 Meilen westwärts (Bite the Bullet)
- 1975: Der Wind und der Löwe (The Wind and the Lion)
- 1977: Das Domino Komplott (The Domino Principle)
- 1977: In einer Regennacht (In a Night full of Rain)
- 1978: Olivers Story (Oliver’s Story)
- 1979: Auf ein Neues (Starting Over)
- 1981: Reich und berühmt (Rich and Famous)
- 1982: Gandhi
- 1982: Merlin und das Schwert (Merlin and the Sword)
- 1984: 2010: Das Jahr, in dem wir Kontakt aufnehmen (2010: The Year We Make Contact) (Stimme)
- 1985: Hollywood – Intim und indiskret (Hollywood Wives)
- 1985: Ich muss sie töten (Murder by Reason of Insanity)
- 1985: König Artus (Arthur the King)
- 1985: Sie nannten ihn Stick (Stick)
- 1987: Mayflower Madam (Fernsehfilm)
- 1996: Mary & Tim – Wird die Liebe siegen? (Mary & Tim)
- 2000: Miss Undercover (Miss Congeniality)
- 2002: Sweet Home Alabama – Liebe auf Umwegen (Sweet Home Alabama)
- 2003: Ein ungleiches Paar (The In-Laws)
- 2003: Flight Girls (View from the Top)
- 2003: Footsteps – Die Nacht kennt den Mörder (Footsteps)
- 2008: Sex and the City – Der Film (Sex and the City: The Movie)
- 2008: The Women – Von großen und kleinen Affären (The Women)
- 2009: Bride Wars – Beste Feindinnen (Bride Wars)
- 2010: The Romantics
- 2014: Furchtbar fröhliche Weihnachten (A Merry Friggin’ Christmas)
- 2016: Regeln spielen keine Rolle (Rules Don’t Apply)
- 2017: The Meyerowitz Stories (New and Selected)
- 2017: Liebe zu Besuch (Home Again)
- 2018: Book Club – Das Beste kommt noch (Book Club)
- 2020: Let Them All Talk
- 2023: Book Club – Ein neues Kapitel (Book Club: The Next Chapter)

Fernsehserien
- 1976–1977: Die Muppet Show (The Muppet Show, 2 Folgen)
- 1988–1998: Murphy Brown (247 Folgen)
- 2002–2004: Sex and the City (3 Folgen)
- 2003: Will & Grace (1 Folge)
- 2004: Law & Order (Fernsehserie, Folge 15x03)
- 2005: Law & Order: Trial by Jury (3 Folgen)
- 2005–2008: Boston Legal (91 Folgen)
- 2011: Dr. House (House, M.D., 3 Folgen)
- 2016: BoJack Horseman (1 Folge, Stimme)